# NGC 129
NGC 129는 카시오페이아자리 방향에 있는 작은 산개 성단이다.